# Velise-Nõlva
Velise-Nõlva – wieś w Estonii, prowincji Rapla, w gminie Märjamaa.